# Ariel Pozzo
Ariel Omar Pozzo Seredicz más conocido como Ariel Pozzo (Rosario, 15 de octubre de 1963) es un músico y compositor argentino conocido por formar parte de la banda argentina de Rock Graffiti y ser el guitarrista de Miguel Mateos. También, es internacionalmente reconocido por sus clínicas de guitarra a través de YouTube y por fundar el portal web Musiquiatra.

## Primeros años
Ariel Pozzo Seredicz nació el 15 de octubre de 1963 en Rosario, Argentina. Su familia, de clase media, trabajadora. Su abuelo materno era de origen polaco y tocaba el violín. Su primer instrumento fue la trompeta. Estudió dicho instrumento durante un año y lo abandonó. Aprovechando los momentos de ausencia de su hermano mayor, Pozzo comenzó incursionar en la guitarra de forma autodidacta. Un día, su hermano mayor descubre a Ariel tocando la guitarra y, además de molestarse, se dio cuenta de que, sin haber estudiado, tocaba la guitarra mejor que él. A partir de ese evento, los padres de Pozzo lo mandan a estudiar guitarra. Con el tiempo, empezó a desempeñarse como guitarrista.
Ariel ha citado a The Beatles como su más grande influencia, alegando que su fanatismo no tenía límites, a tal punto de conocerse todas las canciones de los discos en su orden específico. Ariel también nombró a Rush, Led Zeppelin, Deep Purple y Van Halen como sus influencias principales.

## Carrera musical
Ariel comenzó su carrera en la música en el año 1981,a sus 17 años, mientras estaba terminando la escuela secundaria. Ariel ya había formado su primera banda llamada Boulevard, y ya se desempeñaba como músico de sesión grabando para Silvina Garré. Al tocar en festivales por Rosario, llamó tanto la atención de Litto Nebbia, quién decidió llevarlo a Buenos Aires para trabajar con su banda. De modo que Ariel estaba en Rosario los días de semana, y los fines de semana se iba a Buenos Aires para tocar con Litto, toda esa experiencia lo llevaría a grabar su primer disco.

## Graffiti
En 1985, Ariel forma Graffiti junto a Claudio Falzone en el bajo, Eduardo Carbi a la batería, y Luis Bergonzi en los teclados.

## Miguel Mateos
Es parte de la banda de Miguel Mateos desde 1996. Aparece en los discos, Bar Imperio (1998), Salir vivo (2002), Uno (2005), Fidelidad (2008), Primera fila (2011), La Alegría Ha Vuelto A La Ciudad (2011), Electropop (2015) y Undotrecua (2019).

## Musiquiatra
Ariel es propietario del foro de guitarra y equipamiento www.musiquiatra.com, además de poseer un canal en YouTube donde habla de temas referentes al mundo de la guitarra.